# دیوید کی. لام
دیوید کی. لام (انگلیسی: David K. Lam؛ زادهٔ ۱۰ فوریهٔ ۱۹۴۳) کارآفرین اهل تایوان است، که در سال ۱۹۸۰ شرکت لام ریسرچ را تأسیس کرد.